# 後藤正雄 (実業家)
後藤 正雄（ごとう まさお、1935年10月6日 - 2012年12月4日）は、日本の実業家。1958年関東学院大学経済学部卒、1958年日本瓦斯に入社。1974年日本瓦斯取締役就任、1987年日本瓦斯常務取締役就任、1993年日本瓦斯専務取締役就任、1999年日本瓦斯取締役副社長就任、2000年日本瓦斯代表取締役社長就任。2005年日本瓦斯副会長就任、2008年藍綬褒章受章。2011年日本瓦斯会長就任。2012年心不全のため死去。満77歳没。

## 実績
- 2002年 - 東武ガスを子会社化
- 2008年 - 藍綬褒章受章